# Kvarnsjön (Fotskäls socken, Västergötland)
Kvarnsjön är en sjö i Marks kommun i Västergötland och ingår i Viskans huvudavrinningsområde. Sjön har en area på 0,123 kvadratkilometer och ligger 68,3 meter över havet. Sjön avvattnas av vattendraget Hedån.

## Delavrinningsområde
Kvarnsjön ingår i det delavrinningsområde (637892-129986) som SMHI kallar för Ovan 637448-129904. Medelhöjden är 83 meter över havet och ytan är 26,37 kvadratkilometer. Det finns inga avrinningsområden uppströms utan avrinningsområdet är högsta punkten. Hedån som avvattnar avrinningsområdet har biflödesordning 3, vilket innebär att vattnet flödar genom totalt 3 vattendrag innan det når havet efter 42 kilometer. Avrinningsområdet består mestadels av skog (70 procent) och jordbruk (20 procent). Avrinningsområdet har 0,63 kvadratkilometer vattenytor vilket ger det en sjöprocent på 2,4 procent.